# 攻擊
攻擊，即對物體、生命、目標甚至無形物體作出物理或非物理性傷害，或入侵別人的領地。

## 概述
攻擊大致分為2種：物理和非物理攻擊。物理攻擊即對某實體作出傷害，而非物理攻擊即對某目標造成非直接傷害，且非物理攻擊有很多種類。

### 物理攻擊
物理攻擊是透過不同實體對另一實體作出傷害。方式很多，例如使用武器攻擊、直接用肢體攻擊等。

### 非物理攻擊
非物理攻擊即並非對某實體作出直接傷害，而是透過不同渠道攻擊。非物理攻擊的範圍很廣闊，現列出一部份非物理攻擊：
- 人身攻擊
- 言語攻擊
- 網絡欺凌
- 電腦病毒入侵
- 歧視

### 其他

#### 軍事
於軍事中，攻擊即進攻、入侵國土等，為一種指令。攻擊亦可協助軍隊佔領土地，獲得優勢，完成一些計劃。

#### 劍擊
於劍擊中，「攻擊」為一環節中的首個攻擊性行動。

#### 网络
於電腦和電腦網絡中，破壞、揭露、修改、使軟件失去功能偷取或存取任何一電腦的資料而沒有得到電腦批准，都會被視為於電腦和電腦網絡中的攻擊。

#### 動物
於動物界中，動物攻擊主要有2種可能性：自衛和獵食。動物自己或其族群若受到攻擊，或自己的領地、妻兒等受威脅，便會反抗攻擊。而獵食則為了食物而攻擊別的物種。

## 遊戲
於很多涉及戰鬥的遊戲中，亦會出現「攻擊」，例如角色的攻擊力。